# カフランギ国立公園
カフランギ国立公園（Kahurangi National Park）は、ニュージーランド・南島（ウェスト・コースト地方とタスマン地方にまたがる）にある国立公園である。

## 概要
南島の北西部に位置する。1996年に開設された。ニュージーランドの国立公園では2番目に大きい。

## 歴史
14世紀には、マオリがこの一帯を旅し、ヒスイを探していた。
ヨーロッパ人がこの地域にはじめて、足を踏み入れたのは、1846年のことであり、チャールズ・ヒーフィーとトーマス・ブルーナーの2人であった。
カフランギ国立公園は、地質学的には、さまざまな様相を示す。公園の大部分が堆積岩で構成されており、かつては、海底であったことが知られている。公園の一部は、大理石で構成される。また、ニュージーランド最古の化石は、カフランギ国立公園で発見されており、約5億4千万年前のものである。

## 生態系

### 植物相

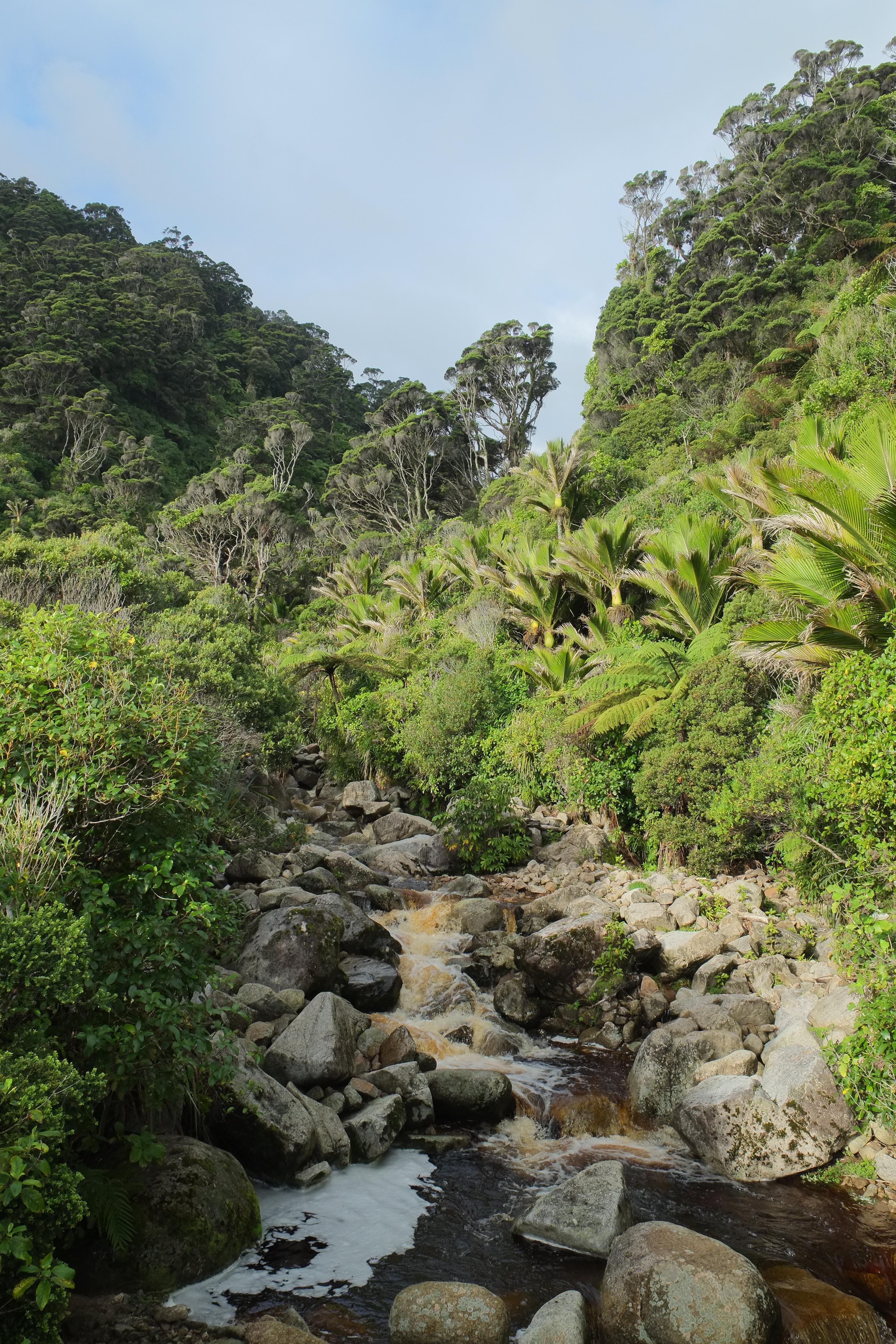
ニカウ

カフランギ国立公園の植生は、公園の東西では、はっきりと異なる。東部の植生の中心は、ブナである一方、西部の中心は、マキである。西部の森林には、樹木の下には、灌木やシダ植物、コケ植物がともに生い茂っている。海岸に近い所では、ニカウ（英語版）と呼ばれるヤシが育ち、熱帯のような景観を与える。国立公園には、サザンアルプス山脈で生育する植物のうち、約8割を確認することが可能である。

### 動物相
カフランギ国立公園では、絶滅危惧種のオオマダラキーウィの一大生息地であり、イワサザイ、オーストラリアサンカノゴイ、シダセッカも見られる。また、カフランギ国立公園で特筆すべきは、洞穴生物のクモのSpelungula cavernicolaや20種類のヌリツヤマイマイ属の肉食性のカタツムリが生息していることである。

## アクティビティ
トレッキング（ニュージーランド英語でトランピング）をカフランギ国立公園でも楽しむことができる。ニュージーランド国内に9ヶ所あるニュージーランド・グレート・ウォークスの1つであるヒーフィー・トラックは、公園の北部を東西に横断する行程78.4キロメートル、徒歩で4から6日を必要とするトレッキングコースである。

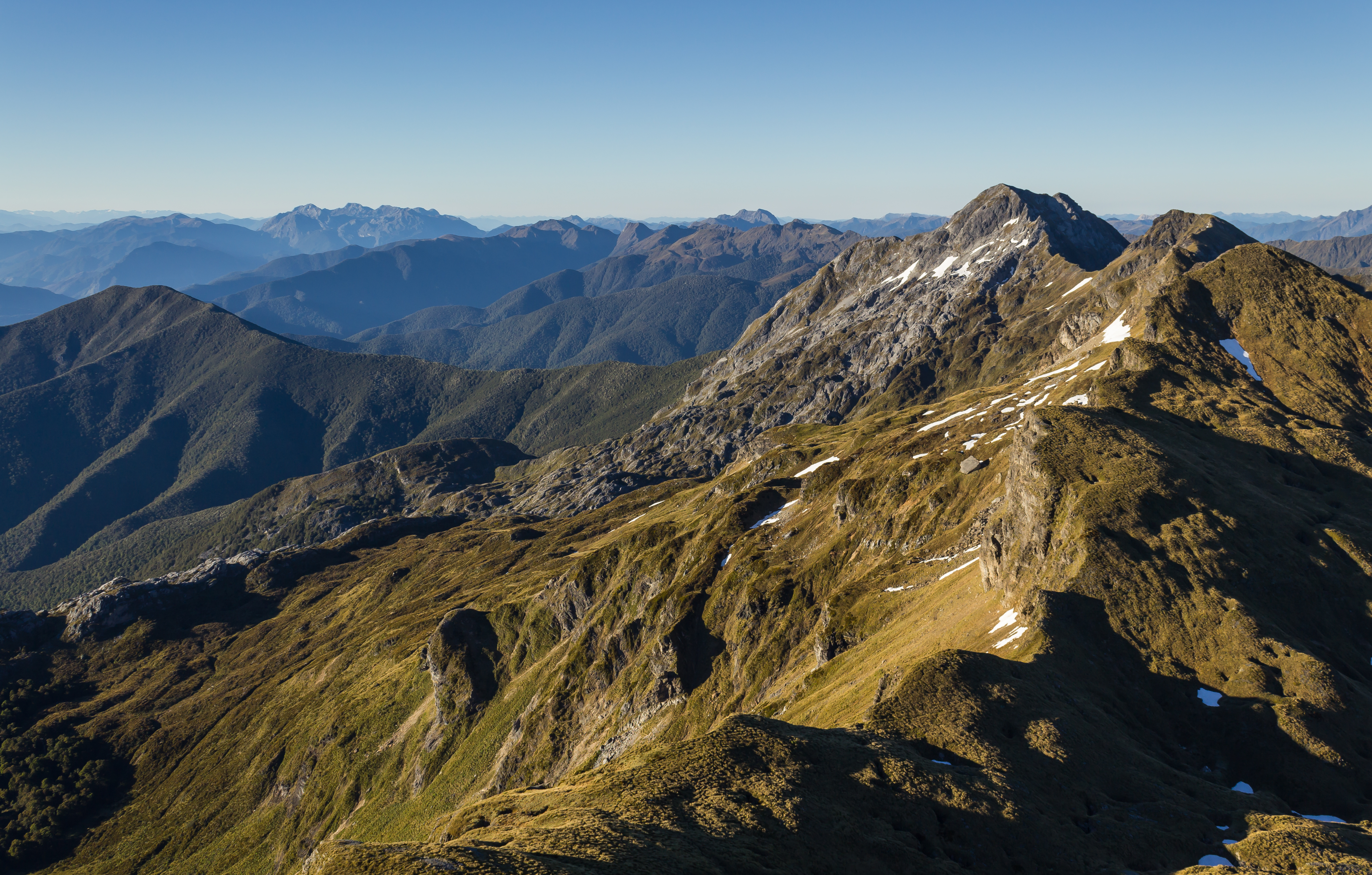
アーサー山

それ以外にも、行程91キロメートル、国立公園の中央部を南北に縦走し、西海岸の町であるカラメアに至るレズリー＝カラメア・トラック（Leslie-Karamea Track）、国立公園南部のトレッキングルートであるマティリ渓谷と1000エーカー平原トランピング・トラックス（Matiri Valley & 1000 Acre Plateau tramping tracks）、公園東部のフローラ駐車場を起点に延びるトレッキングコースである標高1795メートルのアーサー山へのコース及びテーブル・ラウンド・サーキット、ワンガペカ渓谷を平行し、西海岸のカラメアにいたるワンガペカ・トラック（Wangapeka Track）、公園北東部に設けられているトレッキングコースである行程3から5日のアナトキ/ワインガロ・サーキット（Anatoki/Waingaro Circuit）がある。
それ以外のアクティビティは、マウンテンバイク、カヤック、釣り、狩猟を楽しむことができる。